# Chris Larsen
Chris Larsen (n. San Francisco, 1960) es un ejecutivo de negocios e inversor ángel, conocido por ser el cofundador de varias empresas emergentes de tecnología de Silicon Valley, incluida una basada en préstamos entre pares. En 1996, cofundó el prestamista hipotecario en línea E-Loan, y durante su mandato como director ejecutivo, se convirtió en la primera empresa en proporcionar gratuitamente las calificaciones crediticias FICO de los consumidores. Para el año 2000, el valor de mercado de E-Loan se estimó en mil millones de dólares. Larsen abandonó la empresa cuando fue vendida al Banco Popular en 2005.   
En 2006, cofundó Prosper Marketplace, donde ocupó el cargo CEO hasta 2012, año en que decidió abandonar la empresa para fundar la empresa Ripple Labs, Inc., con la que desarrolló Ripple, un software que permite la transferencia instantánea y directa de dinero entre dos partes.  
Larsen se describe a sí mismo como "radicalmente pro-consumidor", siendo un firme defensor del secreto bancario en California. En 2001 cofundó la coalición "Californians for Privacy Now", y desde entonces ha aparecido como orador en eventos de la industria y ha escrito artículos para publicaciones como American Banker. También es miembro de la junta o asesor de organizaciones como Credit Karma, el Centro de Información de Privacidad Electrónica (EPIC), Qifang y Betable.  
El 4 de enero de 2018, Forbes estimó su fortuna en 59 mil millones de dólares, colocándose brevemente por delante de Mark Zuckerberg y en el quinto lugar en su lista de las personas más ricas del mundo.
Junto con Ripple, donaron un millón de dólares cada uno a cinco bancos de alimentos locales de San Francisco para los esfuerzos de ayuda contra Covid-19.

## Educación y primeros años
Chris Larsen nació en San Francisco, California en 1960. Su madre trabajaba como ilustradora independiente, mientras que su padre trabajaba como mecánico de aviones para United Airlines en el Aeropuerto Internacional de San Francisco. Al terminar la secundaria, asistió a la Universidad Estatal de San Francisco, donde obtuvo una licenciatura  en negocios internacionales y contabilidad en 1984. Después de graduarse, comenzó a trabajar para Chevron, donde estuvo realizando auditorías financieras en Brasil, Ecuador e Indonesia. Se graduó con un MBA de la Stanford Graduate School of Business en 1991.

## Carrera de negocios

### Desarrollo del préstamo electrónico (1992-1998)
A principios de la década de los noventa, Larsen comenzó a trabajar para un prestamista hipotecario en Palo Alto, California. En 1992 dejó su trabajo para fundar un negocio hipotecario junto con su amiga Janina Pawlowski. En 1996, cambiaron su enfoque de los negocios hipotecarios para desarrollarlo en un sitio web de préstamos hipotecarios. Esto surgió debido a que se sentían frustrados con aspectos de la industria de los préstamos hipotecarios, y veían Internet como una forma de eludir las comisiones de los agentes y otras tarifas. Inicialmente recaudaron 450 000 dólares en fondos de amigos y familiares para mudarse de su pequeña oficina de Palo Alto a un "sitio de bajo alquiler" más grande en las cercanías de Dublín para trabajar en el proyecto.  
El sitio web de E-Loan se hizo accesible al público en 1997 y tuvo éxito al convertirse en uno de los primeros prestamistas hipotecarios en línea en los Estados Unidos. El sitio web permitía a los prestatarios buscar y comprar préstamos directamente, sin las tarifas que cobran los corredores y agentes de ventas. Más tarde, el sitio web comenzó a ofrecer préstamos directos sobre el valor líquido de la vivienda y también para automóviles. En 1998, la compañía comenzó a tener dificultades para financiar sus operaciones. Pawlowski se había desempeñado como directora ejecutiva durante los primeros dos años, y en 1998 se ofreció a cambiar de trabajo con Larsen, asumiendo el cargo anterior de presidente.  

### Financiación de préstamos electrónicos y oferta pública (1998-2000)

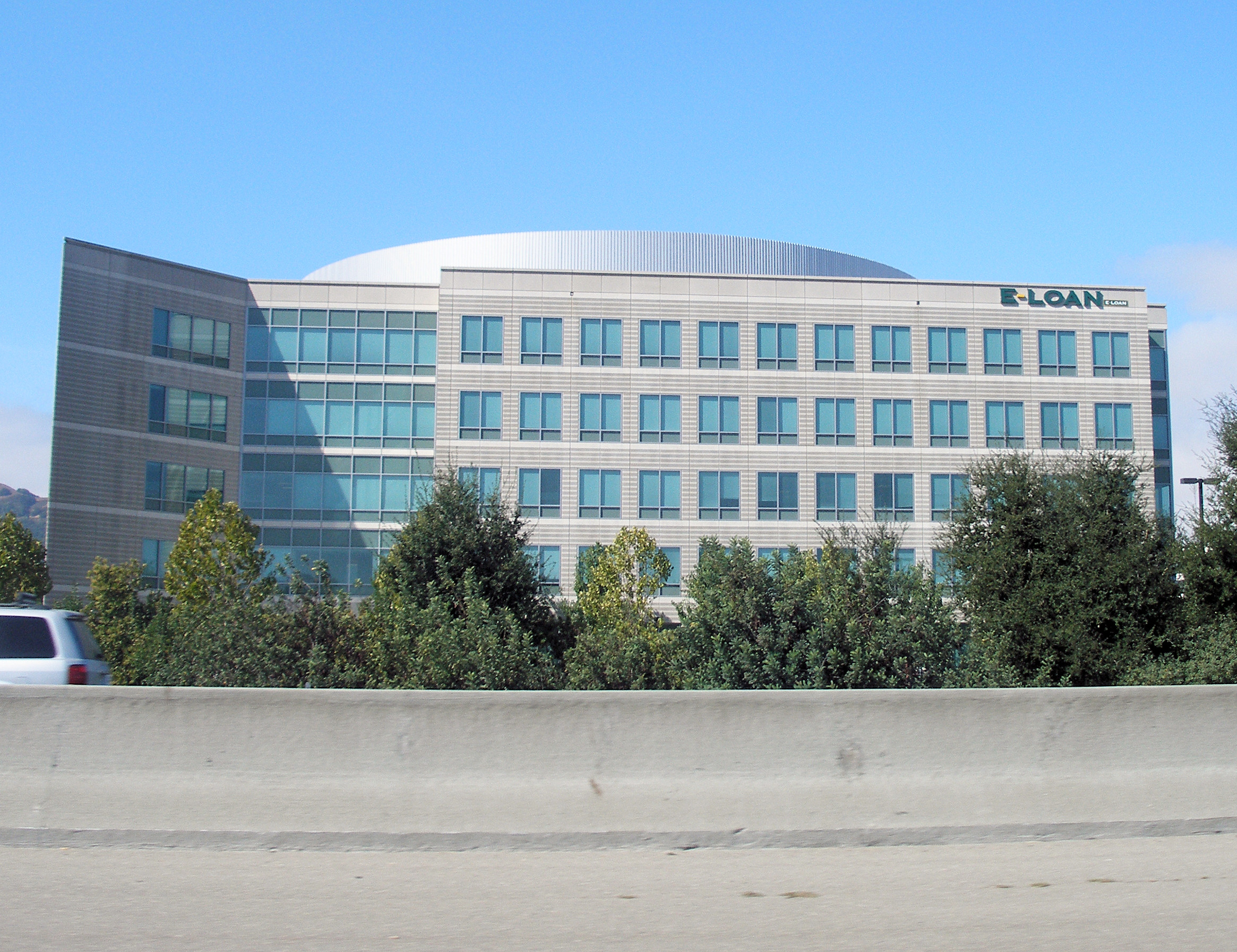
La antigua sede de E-Loan en Pleasanton, California (ahora ocupada por Workday, Inc.).

Pawlowski y Larsen estaban en conversaciones con Intuit sobre una compra de 130 millones de dólares en el otoño de 1998. La revista Forbes escribió que "Pawlowski y Larsen, que juntos tenían una participación del 40 % y habían colocado un 20 % más en un plan de acciones para empleados, se irían cada uno con 10 millones de dólares en efectivo y 16 millones de dólares en acciones de Intuit". Sin embargo, días antes de que se cerrara el acuerdo, el director ejecutivo de Yahoo, Timothy Koogle, lanzó un acuerdo para comprar una participación del 23 % de las acciones en circulación de E-Loan por 25 millones de dólares. Los pagos de Larsen y Pawlowski serían menores, pero conservarían el control de la empresa y la marca E-Loan sobreviviría. Al elegir trabajar con Yahoo, E-Loan también obtuvo capital de riesgo de Softbank  y Sequoia Capital. En 1998, E-Loan tuvo ingresos anuales totales de 6,8 millones de dólares, y al año siguiente Larsen ofreció el puesto de directora general a Pawlowski, quien eligió seguir siendo presidenta.   
A fines de marzo de 1999, E-Loan solicitó una oferta pública inicial y la misma se hizo pública en junio de ese año. La compañía procesó 470 millones de dólares de préstamos hipotecarios en el primer trimestre de 1999, y para el segundo trimestre financiero, los ingresos del año habían alcanzado los 4,6 millones de dólares. La compañía perdió 13 millones de dólares en el tercer trimestre de 1999, aunque los ingresos en general habían crecido en un 200 % con respecto al año anterior. En octubre de 1999, la empresa empleaba a unas 350 personas. Ese año, E-Loan procesó 5000 préstamos, que en el 25 % del mercado de préstamos hipotecarios en línea fue el porcentaje más alto de cualquier empresa en línea. En febrero de 2000, el valor de mercado de E-Loan se estimó en alrededor de mil millones de dólares, con Larsen siendo director ejecutivo y presidente. Durante su mandato, E-Loan se convirtió en la primera empresa en proporcionar gratuitamente las puntuaciones de crédito FICO de los consumidores.  

### Activismo por la privacidad y venta de E-Loan (2001-2005)
Larsen se ha descrito a sí mismo como "radicalmente pro-consumidor". A principios de la década de 2000, se convirtió en un firme defensor de la privacidad financiera en California. En 2001, un proyecto de ley patrocinado por la asambleísta Jackie Speier propuso un requisito para que los consumidores opten por participar antes de que las empresas de servicios financieros puedan compartir o vender información personal. Si bien el proyecto de ley tuvo apoyo público,  inicialmente fue rechazado por los legisladores pro-empresas. En respuesta, Larsen cofundó la coalición Californians for Privacy Now, ayudando a financiar el proyecto con 1 millón de dólares de su propio dinero. Encabezó la recolección de 600 000 firmas en apoyo del proyecto de ley de Speier, que fue casi el doble de la cantidad requerida para emitir una boleta a los votantes estatales. Las firmas, combinadas con una campaña de presión de Consumer Watchdog a lo largo de 2002,  llevaron a que las principales firmas financieras y legisladores retiraran su oposición, y el proyecto de ley se aprobó en agosto de 2003. Speier reconoció la influencia de Larsen en el fallo, afirmando que "sin Chris Larsen, la ley de privacidad financiera de California, que establece el estándar para el resto de la nación, nunca se habría hecho realidad".  
En mayo de 2004, E-Loan había vendido más de 18 900 millones de dólares en préstamos de consumo desde su inicio, y siguió siendo rentable durante ocho trimestres seguidos. Larsen dimitió como director general a principios de 2005 para iniciar Prosper Marketplace y continuó como presidente hasta que E-Loan se vendió al Banco Popular.

### Prosper Marketplace (2005-2011)
En 2005, Larsen y John Witchel cofundaron Prosper Marketplace, donde Larsen se desempeñó como CEO. Desde 2006 hasta 2009, la compañía operó un modelo de tasa variable, actuando como un mercado de subastas en línea al estilo de eBay, en el que prestamistas y prestatarios determinaban en última instancia las tasas de los préstamos utilizando un sistema similar al de las subastas holandesas. A través del sitio web, prestatarios pueden solicitar préstamos personales, mientras que Prosper gestiona el servicio del préstamo y distribuye los pagos del prestatario y los intereses a los inversores del préstamo. Prosper también hace públicas las "calificaciones crediticias" de los prestatarios, y verifica las identidades y selecciona datos personales. El propio Larsen había financiado 450 préstamos a través del sitio web en 2008, con prestatarios tan diversos como propietarios de viviendas, estudiantes universitarios, usuarios de tarjetas de crédito y empresarios. Para 2008, Prosper había facilitado el financiamiento de más de 120 millones de dólares en préstamos, con un monto promedio de préstamo de 7000 dólares. En 2008, Fast Company nombró a Prosper en su lista Fast 50 de las "empresas más innovadoras del año".
La compañía pronto se encontró con la oposición regulatoria de la Comisión de Bolsa y Valores de los Estados Unidos (SEC), ya que las regulaciones de préstamos actuales se centraban en los bancos tradicionales y no en las nuevas empresas tecnológicas. En 2008, Prosper presentó su primer prospecto ante la SEC, cambiando su modelo de negocio para utilizar tasas preestablecidas basadas en una fórmula que evalúa el riesgo crediticio de cada posible prestatario. En 2011, Larsen apoyó abiertamente al movimiento Occupy Wall Street, recaudando dinero para ayudar a alimentar a los manifestantes en el campamento cercano de OWS en San Francisco. Para fines de año, la empresa había facilitado 271 millones de dólares en préstamos entre pares, y recibió un total de 74.5 millones de dólares en fondos de inversionistas como Jim Breyer, Tim Draper, Omidyar Network, Nigel Morris y Court. El 15 de marzo de 2012, Larsen renunció a su cargo de director ejecutivo, aunque siguió siendo presidente de la empresa.

### Fundación de OpenCoin (2012-2013)
En septiembre de 2012, Larsen cofundó la empresa OpenCoin, la cual comenzó a desarrollar un nuevo protocolo de pago llamado Ripple (basado en un concepto desarrollado por Ryan Fugger). El protocolo Ripple permite la transferencia instantánea y directa de dinero entre dos partes. Asimismo, puede circunnavegar las tarifas y los tiempos de espera del sistema bancario tradicional, y se puede intercambiar cualquier tipo de moneda, incluido oro, millas aéreas y rupias.  
Para mantener la seguridad, OpenCoin programó a Ripple para que se basara en un libro mayor común que es "administrado por una red de servidores de validación independientes que comparan constantemente sus registros de transacciones". Los servidores pueden pertenecer a cualquier persona. También creó su propia criptomoneda de una manera similar a Bitcoin, utilizándola para permitir que las instituciones financieras transfieran dinero con tarifas y tiempo de espera insignificantes. El 14 de mayo de 2013, OpenCoin anunció que había cerrado una segunda ronda de financiación ángel, y entre sus primeros inversores se encontraban Andreessen Horowitz, Google Ventures e IDG Capital Partners.  

### Ripple Labs, Inc. (2013-2020)
En septiembre de 2013, OpenCoin cambió su nombre a Ripple Labs, Inc., manteniéndose Larsen como CEO. Luego, la compañía anunció que el código fuente para el nodo peer-to-peer detrás de la red de pago Ripple era de código abierto. Ripple Labs continuó como los principales contribuyentes de código al sistema de verificación de consenso detrás de Ripple, y afirmó que podría integrarse con los sistemas de TI de los bancos. En 2014, Ripple fue la segunda criptomoneda más grande por capitalización de mercado, después de Bitcoin. También ese mes, Ripple Labs fue nombrada una de las 50 empresas más inteligentes por MIT Technology Review. Luego, ocupó el puesto número 4 en una lista de Fast Company de las 10 empresas más innovadoras del mundo en 2015 en dinero.

## Presencia en medios y membresías
Larsen ha aparecido como orador en varios eventos de la industria, por ejemplo hablando en la Reunión Anual de Membresías de IIF en 2014.También ha escrito artículos sobre sistemas bancarios y otros temas técnicos para publicaciones como American Banker.
A principios de la década de 2000, Larsen creó el Fondo de Becas Chris Larsen en la Universidad Estatal de San Francisco y, por ello, la escuela lo nombró Alumni del Año en 2004. Desde 2014 es miembro de la Organización de Jóvenes Presidentes (YPO) y se desempeña como miembro de la junta o asesor de organizaciones como Credit Karma y el Centro de Información de Privacidad Electrónica (EPI). Fue asesor del comité de políticas de la Silicon Valley Community Foundation contra los préstamos de día de pago. 